# Sopa tapada
La Sopa Tapada es un plato típico de Bolivia, especialmente tradicional en el departamento de Santa Cruz, que usualmente suele servirse caliente en cazuelas.

## Historia
La sopa tapada, también se la conoce con el nombre de "majao encapao" en ciertos lugares de Bolivia.
Este plato es parecido a un pastel (formado por capaz de arroz, donde en el centro va el jigote), que está hecho con charque, papa, plátano y arroz popular. 
Como tradición en tiempos atrás se lo consumía cada domingo en fiestas o en eventos especiales, ya que habitualmente degustaban del jigote que se utiliza en el relleno de este plato, donde para una fiesta o un evento, solo tenían que prender el horno y preparar este plato.